# المنشاوي اللحلاح (عزبة)
قرية عزبة المنشاوي اللحلاح هي إحدى القرى التابعة لمركز الدلنجات في محافظة البحيرة في جمهورية مصر العربية. حسب إحصاءات سنة 2006، بلغ إجمالي السكان في عزبة المنشاوي اللحلاح 234 نسمة، منهم 121 رجل و113 امرأة.